# Kenny Earl "Rhino" Edwards
Kenny Earl Edwards, detto Rhino (Nashville, 24 dicembre 1964), è un batterista statunitense, noto per essere stato membro della band epic metal Manowar.

## Storia
Nel 1992 Kenny fu contattato da Scott Columbus che lo invitava a sostituirlo nel suo gruppo, i Manowar, in seguito al suo abbandono dovuto a problemi personali. Kenny accettò e si unì al gruppo, con cui produsse nel 1992 il disco The Triumph of Steel e alcuni demo, prima di lasciare, a causa del ritorno di Scott, nel 1995.
"Rhino", nell'unico album registrato coi Manowar, si è dimostrato un batterista più veloce, versatile e meno "granitico" del suo predecessore Scott Columbus, il cui drumming è sempre stato semplice e incisivo.
Nel 2005 entra nella band Power Metal HolyHell, dalla quale esce nel 2011.

## Discografia

### Con i Manowar
- 1992 - The Triumph of Steel

### Con gli HolyHell
- 2009 - HolyHell